# Catuvel·launs
|  | No s'ha de confondre amb Catalauns. |

Els catuvel·launs (llatí Catuvellauni) foren una tribu i regne tribal celta del sud-est de Britànnia abans de la conquesta romana.
La història d'aquest poble i dels seus reis abans de la conquesta es pot reconstruir per l'evidència numismàtica i per algunes referències a les històries clàssiques. Són esmentats per Dió Cassi, que suggereix que van liderar la resistència al romans el 43. A la Geografia de Claudi Ptolemeu del segle II apareixen com una de les civitates de la Britànnia romana ocupant les modernes comarques de Hertfordshire, Bedfordshire i el sud de Cambridgeshire, i entorn de la ciutat de Verulàmium (moderna Saint Albans). La seva relació amb els Catalauni de la Gàl·lia Belga (regió de Châlons-en-Champagne), a vegades esmentada, no és segura.

## Etimologia
El seu etnònim deriva d'un compost de les antigues arrels cèltiques * katu- ("batalla") i * wer-lo ("millor"), per tant "excel·lents en batalla", el mateix origen que el posterior prenom britònic i bretó Cadwallon.

## Sobirans
- Cassivel·laune (Cassivellaunus), líder de la resistència contra l'expedició de Juli Cèsar el 54 aC
- Tasciovà, primer rei a emetre moneda a Verulàmium vers el 20 aC. Hauria conquerit part del país dels trinovants incloent Camulodúnum (actual Colchester).
- Cunobelí, fill de l'anterior, va regnar vora trenta anys i va exercir l'hegemonia al sud-est de l'illa. El seu germà Epatic va conquerir territoris cap al sud i oest a costa dels atrèbats.
- Admini, fill de l'anterior, que governava a la zona de Kent; exiliat vers el 40 pel seu pare va demanar ajut als romans igual que el rei atrèbat Vèrica.
- Togodumne, germà de l'anterior, mort en batalla contra Aulus Plauci al Tàmesi.
- Caratac, germà de l'anterior